# Prophecy (manga)
Prophecy (予告犯?, Yokokuhan, lett. "preavviso") è un manga seinen scritto e illustrato da Tetsuya Tsutsui, serializzato dal 2011 al 2013 su Jump X. Un sequel/spin-off, Yokokuhan: The Coypcat (予告犯―THE COPYCAT―?), scritto da Tsutsui e illustrato da Fumio Obata, è stato serializzato dal 2014 al 2015, anch'esso inizialmente su Jump X e poi su Weekly Young Jump. Dal manga sono stati tratti anche due film live action e un dorama.

## Trama
La neonata sezione anti cyber-criminalità della polizia di Tokyo, fondata per agire non più solo sul web ma come squadra operativa sul territorio, sotto la guida della giovane ma inflessibile tenente Erika Yoshiko, si imbatte su YouTube nei video di un uomo mascherato, soprannominato "Paperboy" (新聞男?, Shinbun otoko) per i fogli di giornale del giorno prima che ne coprono il volto, che si scaglia contro ipocriti, truffatori e datori di lavoro disonesti, predicendo «quel che accadrà» loro il giorno dopo. I video vengono rimossi dopo pochi minuti, e ogni tentativo di rintracciarne la fonte è un vicolo cieco, ma le minacce di Paperboy puntualmente si avverano. I bersagli delle sue invettive cadono vittima via via di "predizioni" sempre più gravi, dalle intimidazioni fino al sequestro e all'aggressione fisica, e, per quante precauzioni prenda la polizia, sembra essere sempre un passo avanti. Queste azioni, seppur condannate dall'opinione pubblica, rendono Paperboy il beniamino di alienati e vittime di soprusi in rete. E, mentre la sua popolarità continua a crescere, quella di Yoshiko inizia a sembrare sempre di più una corsa contro il tempo per fermare Paperboy, il cui obiettivo è ancora un mistero, prima che quest'ultimo porti l'escalation alla sua logica conclusione, annunciando il crimine finale: l'omicidio.

## Media

### Manga
Il manga, scritto e illustrato da Tetsuya Tsutsui, è stato serializzato dal 25 luglio 2011 al 5 agosto 2013 sulla rivista Jump X edita da Shūeisha. I ventidue capitoli sono stati poi raccolti in tre volumi tankōbon pubblicati dal 10 aprile 2012 al 18 settembre 2013.
In Italia la serie è stata pubblicata da Edizioni BD sotto l'etichetta J-Pop dal 12 ottobre 2013 al 15 novembre 2014.

#### Volumi
| Nº | Titolo italiano Giapponese 「Kanji」 - Rōmaji | Data di prima pubblicazione              | Data di prima pubblicazione |
| Nº | Titolo italiano Giapponese 「Kanji」 - Rōmaji | Giapponese                               | Italiano                    |
| 1  | Prophecy 01 「予告犯 1」 - Yokokuhan 1 | 10 aprile 2012 ISBN 978-4-08-879310-8    | 12 ottobre 2013             |
| 1  | Capitoli - 1. FILE 001 (File001?) - 2. FILE 002 (File002?) - 3. FILE 003 (File003?) - 4. FILE 004 (File004?) - 5. FILE 005 (File005?) - 6. FILE 006 (File006?) - 7. FILE 007 (File007?)                                  |                                          |                             |
| 2  | Prophecy 02 「予告犯 2」 - Yokokuhan 2 | 10 dicembre 2012 ISBN 978-4-08-879495-2  | 22 marzo 2014               |
| 2  | Capitoli - 08. FILE 008 (File008?) - 09. FILE 009 (File009?) - 10. FILE 010 (File010?) - 11. FILE 011 (File011?) - 12. FILE 012 (File012?) - 13. FILE 013 (File013?) - 14. FILE 014 (File014?)                           |                                          |                             |
| 3  | Prophecy 03 「予告犯 3」 - Yokokuhan 3 | 18 settembre 2013 ISBN 978-4-08-879680-2 | 15 novembre 2014            |
| 3  | Capitoli - 15. FILE 015 (File015?) - 16. FILE 016 (File016?) - 17. FILE 017 (File017?) - 18. FILE 018 (File018?) - 19. FILE 019 (File019?) - 20. FILE 020 (File020?) - 21. FILE 021 (File021?) - 22. FILE 022 (File022?) |                                          |                             |

### Yokokuhan: The Coypcat
Un sequel del manga, intitolato Yokokuhan: The Coypcat (予告犯―THE COPYCAT―?), scritto sempre da Tetsuya Tsutsui e illustrato stavolta da Fumio Obata, ha cominciato la sua serializzazione il 10 aprile 2014, sempre su Jump X. Dopo la chiusura della rivista ad opera di Shūeisha il 10 ottobre seguente, la serie si è trasferita su Weekly Young Jump a partire dall'11 marzo 2015, concludendosi il 23 luglio dello stesso anno.
I vari capitoli sono stati raccolti in tre volumi tankōbon pubblicati in Giappone dal 17 aprile al 19 agosto 2015. In Italia, The Coypcat è inedito.

### Live-action
Un omonimo adattamento cinematografico live action, diretto da Yoshihiro Nakamura e sceneggiato da Tamio Hayashi, è stato distribuito nelle sale cinematografiche giapponesi a partire dal 6 giugno 2015. Toma Ikuta ha interpretato Paperboy, mentre Erika Toda ha interpretato Erika Yoshino. È stato un successo di pubblico, incassando 1,31 miliardi di yen al botteghino giapponese (circa 10 milioni di euro).
Il film ha avuto un seguito sotto forma di dorama, intitolato Yokokuhan: The Pain (予告犯―THE PAIN―?) e andato in onda dal 7 giugno al 5 luglio 2015 su WOWOW lungo cinque puntate: Erika Toda ha ripreso il ruolo di Yoshino, mentre la storia è stata un'idea originale basata su un nuovo antagonista simile a Paperboy.

Nel 2024 ne è stato realizzato un altro adattamento cinematografico live action, stavolta di produzione italiana, diretto da Jacopo Rondinelli. Damiano Gavino ha interpretato Paperboy e Federica Sabatini ha interpretato Erika Yoshino (rinominata Mari).

## Accoglienza
Al momento della sua uscita, l'ultimo tankōbon del manga ha raggiunto, secondo Oricon, il 45º posto nella classifica settimanale dei manga più venduti, con circa 21 mila copie.